# Helius aphrophilus
Helius aphrophilus är en tvåvingeart som beskrevs av Alexander 1948. Helius aphrophilus ingår i släktet Helius och familjen småharkrankar. Inga underarter finns listade i Catalogue of Life.